# Baker (Missouri)
Baker – wieś hrabstwie Stoddard, w stanie Missouri, w Stanach Zjednoczonych. Według danych z 2010 roku Baker zamieszkiwały 3 osoby.